# 橫山縣 (南晉州)
橫山縣是唐代嶺南道南晉州所屬的一個縣，其轄地在今廣西省、越南邊境一帶地方，唐高祖武德五年（622年）析宣化縣置，屬南晉州，貞觀八年（634年）南晉州更名邕州，唐肅宗乾元元年（758年）省。